# Deridea notata
Deridea notata là một loài bọ cánh cứng trong họ Meloidae. Loài này được Thomas miêu tả khoa học năm 1897.